# Sasha Alex Sloan
Alexandra Artourovna Yatchenko (Boston, 11 de marzo de 1995), conocida profesionalmente como Sasha Alex Sloan, es un cantante y compositora estadounidense establecida en Los Ángeles, California.

## Antecedentes
Sasha Sloan (Alexandra Artourovna Yatchenko) creció a las afueras de Boston de descendientes ucranianos. Aprendió a tocar sola el piano que su madre le compró cuando tenía cinco años. Sus abuelos vivieron en Siberia y ella pasó en su granja varios veranos durante su niñez.   Cuando Sloan tenía diecinueve se mudó a Los Ángeles para perseguir una carrera como compositora,  trabajó en una cafetería para ayudar a mantenerse. Hizo su debut en los Estados Unidos en televisión nacional en The Late Show with Stephen Colbert el 6 de febrero de 2019.

## Carrera

### Principios (2015-2017)
En 2015, Sloan colaboró en la canción «Phoenix» de Kaskade, en la que fue reconocida como compositora. Sloan continuó su carrera escribiendo para artistas como Idina Menzel, Maggie Lindemann y Camila Cabello. En 2017, Sloan colaboró en la canción «This Town» de Kygo, de la cual es coautora.

### Sad Girly Loser (2018)
Su debut EP Sad Girl, fue lanzado por RCA el 18 de abril de 2018.
Su segundo EP Loser fue lanzado por RCA el 29 de noviembre de 2018. El mismo día anunció su primer tour como artista principal para apoyar su álbum. Interpretó su sencillo «Older» de su álbum en el Late Show de Stephen Colbert el 6 de febrero de 2019. En 2020 sacó Only Child, su álbum debut ya que el resto de canciones que sacó fueron singles y sencillos.

## Discografía

### Álbumes de estudio
- Only Child (2020)
- I Blame the World (2022)

### Versiones extendidas
- Sad Girl (2018)[11]
- Loser (2018)
- Self Portrait (2019)

### Sencillos
| Título                       | Año  | Posiciones máximas en la tabla | Álbum               |
| Título                       | Año  | NZ Hot                         | Álbum               |
| ---------------------------- | ---- | ------------------------------ | ------------------- |
| «Runaway»                    | 2017 | —                              | Sad Girl            |
| «Normal»                     | 2018 | —                              | Sad Girl            |
| «Fall»                       | 2018 | —                              | Sad Girl            |
| «Ready Yet» (San Holo Remix) | 2018 | —                              | Sencillo sin álbum  |
| «Hurt»                       | 2018 | —                              | Sad Girl            |
| «Here»                       | 2018 | —                              | Sad Girl            |
| «The Only»                   | 2018 | —                              | Loser               |
| «Faking It»                  | 2018 | —                              | Loser               |
| «Chasing Parties»            | 2018 | —                              | Loser               |
| «Older»                      | 2018 | —                              | Loser               |
| «Thoughts»                   | 2019 | —                              | Sencillos sin álbum |
| «Dancing with Your Ghost»    | 2019 | —                              | Sencillos sin álbum |
| «At Least I Look Cool»       | 2019 | 31                             | Sencillos sin álbum |

## Créditos de composición
| Título                                              | Año  | Artista(s)       | Álbum                    | Créditos                        | Escrito con |
| --------------------------------------------------- | ---- | ---------------- | ------------------------ | ------------------------------- | --- |
| «Phoenix» (de Sasha Sloan)                          | 2015 | Kaskade          | Automatic                | Artista destacado / Coguionista | Ryan Raddon, Finn Bjarnson, Cody Tarpely, Jarrod Gorbel                                                                          |
| «Last Time»                                         | 2016 | Idina Menzel     | Idina                    | Coguionista                     | Idina Menzel, Eric Rosse |
| «I Do»                                              | 2016 | Idina Menzel     | Idina                    | Coguionista                     | Idina Menzel, Eric Rosse |
| «Pretty Girl»                                       | 2016 | Maggie Lindemann | Sencillo sin álbum       | Coguionista                     | Maggie Lindemann, Sean Myer |
| «Just Hold On» (con Louis Tomlinson)                | 2016 | Steve Aoki       | Neon Future III          | Coguionista                     | Steven Aoki, Louis Tomlinson, Nolan Lambroza, Eric Rosse                                                                         |
| «I Miss You» (presentado por Bahari)                | 2017 | Grey             | Sencillo sin álbum       | Coguionista                     | Michael Trewartha, Thomas Meredith, Kyle Trewartha                                                                               |
| «Guide Me» (de Sasha Sloan)                         | 2017 | Deorro           | Good Evening             | Artista destacado / Coguionista | Eric Orrosquieta |
| «Nobody»                                            | 2017 | Niia             | I                        | Coguionista                     | Niia Bertino, Simon Wilcox, Robin Hannibal                                                                                       |
| «Girl Like Me»                                      | 2017 | Niia             | I                        | Coguionista                     | Niia Bertino, Robin Hannibal |
| «I'll Find You» (presentando por Tori Kelly)        | 2017 | Lecrae           | All Things Work Together | Coguionista                     | Lecrae Moore, Justin Franks, Jonathan Mitchell, Daniel Majic, Natalie Sims, Victoria Kelly                                       |
| «OMG» (presentando por Quavo)                       | 2017 | Camila Cabello   | Sencillo sin álbum       | Coguionista                     | Camila Cabello, Charlotte Aitchison, Mikkel Eriksen, Tor Hermansen, Jonnali Parmenius, Quavious Marshall                         |
| «Falls» (presentando por Sasha Sloan)               | 2017 | Odesza           | A Moment Apart           | Artista destacado / Coguionista | Clayton Knight, Harrison Mills, Jonnali Parmenius, Alexandra Cheatle                                                             |
| «Phases» (con French Montana)                       | 2017 | Alma             | Sencillo sin álbum       | Coguionista                     | Alma-Sofia Miettinen, Charlotte Aitchison, Jonnali Parmenius, Charlie Handsome                                                   |
| «This Town» (presentando por Sasha Sloan)           | 2017 | Kygo             | Stargazing               | Artista destacado / Coguionista | Kyrre Gorvell-Dahll, Jonnali Parmenius                                                                                           |
| «I'll Be There» (presentando por Sasha Sloan)       | 2017 | King Henry       | For You EP               | Artista destacado / Coguionista | Henry Allen |
| «Never Be the Same»                                 | 2017 | Camila Cabello   | Camila                   | Coguionista                     | Camila Cabello, Adam Feeney, Leo Rami Dawood, Jacob Ludwig Olofsson, Jonnali Parmenius                                           |
| «Track 10»                                          | 2017 | Charli XCX       | Pop 2                    | Coguionista                     | Charlotte Aitchson, Mikkel Eriksen, Jonnali Parmenius, Alexander Guy Cook, Tor Hermansen                                         |
| «Perfect» (con Ally Brooke)                         | 2018 | Topic            |                          | Coguionista                     | Matthew Radosevich, Jonnali Parmenius                                                                                            |
| «Faded Love» (presentado por Future)                | 2018 | Tinashe          | Joyride                  | Coguionista                     | Tinashe Kachingwe, Jonnali Parmenius, Mikkel Eriksen, Tor Hermansen, Nayvadius Wilburn                                           |
| «A Good Night» (presentando BloodPop)               | 2018 | John Legend      | Sencillo sin álbum       | Coguionista                     | John Stephens, Michael Tucker, Rachel Keen                                                                                       |
| «Bad Girlfriend»                                    | 2018 | Anne-Marie       | Speak Your Mind          | Coguionista                     | Anne-Marie Nicholson, Paul Blair, Nicholas Monson, Mark Nilan Jr.                                                                |
| «Messy»                                             | 2018 | Kiiara           | Lil Young Powerful       | Coguionista                     | Kiara Saulters, Noah Conrad, Rowland Speckley, Jake Torrey                                                                       |
| «Low Key in Love»                                   | 2018 | Jaira Burns      | Burn Slow EP             | Coguionista                     | Jaira Burns, Aaron Kleinstub, Ryan Tedder                                                                                        |
| «Be Right Here» (con Stargate presentado por GOLDN) | 2018 | Kungs            |                          | Coguionista                     | Valentin Brunel, Mikkel Eriksen, Tor Hermansen, Robert "Throttle" Bergin, Charlotte Aitchison, Camila Cabello, Jonnali Parmenius |
| «Thru These Tears»                                  | 2018 | LANY             | Malibu Nights            | Coguionista                     | Paul Jason Klein, Jacob Goss, Henry Allen                                                                                        |
| «This Time Around»                                  | 2018 | Jaira Burns      | Burn Slow EP             | Coguionista                     | Mikkel Eriksen, Nolan Lambroza                                                                                                   |
| «I Don't Wanna Love You Anymore»                    | 2018 | LANY             | Malibu Nights            | Coguionista                     | Paul Jason Klein, Jacob Goss, Henry Allen                                                                                        |
| «Thick and Thin»                                    | 2018 | LANY             | Malibu Nights            | Coguionista                     | Paul Jason Klein, Jacob Goss, Nolan Lambroza                                                                                     |
| «Curiosity»                                         | 2018 | Nao              | Saturn                   | Coguionista                     | Neo Jessica Joshua, Daniel Traynor, Henry Allen, Yvette "Naala" Riby—Williams                                                    |